# 永島亀代司

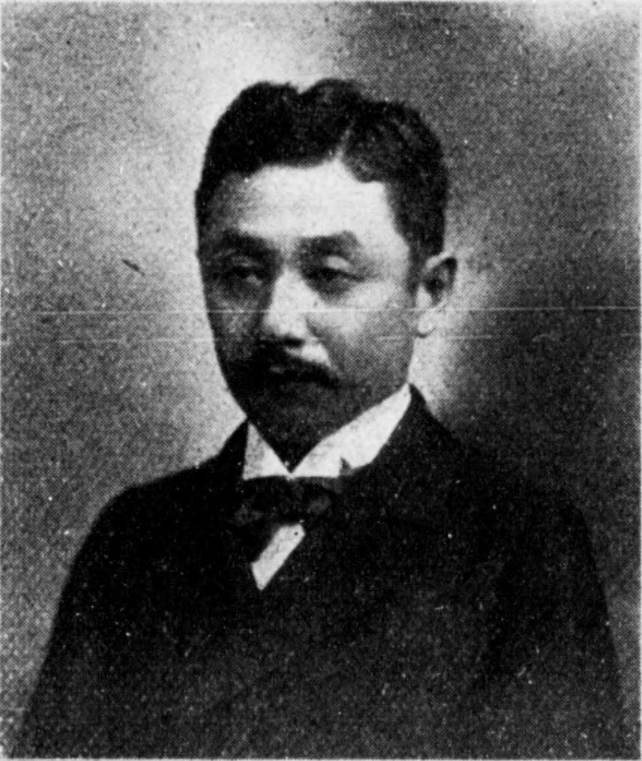
永島亀代司

永島 亀代司（ながしま きよじ、1867年6月13日（慶応3年5月11日） - 1925年（大正14年）6月18日）は、明治から大正時代の政治家、実業家。衆議院議員（3期）。

## 経歴
武蔵国久良岐郡泥亀新田（神奈川県久良岐郡金沢村、金沢町、横浜市磯子区を経て現横浜市金沢区）の農家に生まれる。漢学を修める。1893年（明治26年）2月から1897年（明治30年）まで神奈川県会議員を2期務めたほか、金沢村会議員、村農会長、小学校学務委員を歴任した。1896年（明治29年）神奈川県農工銀行創立に際し委員となり、1898年（明治31年）取締役に就任した。ほか、製塩業を営んだ。
1902年（明治35年）8月の第7回衆議院議員総選挙では神奈川県郡部から立憲政友会所属で出馬し当選。つづく第8回、第9回総選挙でも当選し、衆議院議員を3期務めた。